# Lista câștigătorilor ambelor premii Hugo și Nebula
Aceasta este o listă de lucrări care au câștigat atât Premiul Hugo cât și Premiul Nebula, acordate anual lucrărilor din literatura science-fiction. Premiile Hugo sunt votate de fani science-fiction (World Science Fiction Convention); Premiile Nebula sunt oferite de Science Fiction and Fantasy Writers of America (SFWA).

## Roman
- 1966/1965 Roman: Dune de Frank Herbert și This Immortal de Roger Zelazny
- 1970/1969 Roman: The Left Hand of Darkness de Ursula K. Le Guin
- 1971/1970 Roman: Ringworld de Larry Niven
- 1973/1972 Roman: The Gods Themselves de Isaac Asimov
- 1974/1973 Roman: Rendezvous with Rama de Arthur C. Clarke
- 1975/1974 Roman: The Dispossessed de Ursula K. Le Guin
- 1976/1975 Roman: The Forever War de Joe Haldeman
- 1978/1977 Roman: Gateway de Frederik Pohl
- 1979/1978 Roman: Dreamsnake de Vonda McIntyre
- 1980/1979 Roman: The Fountains of Paradise de Arthur C. Clarke
- 1984/1983 Roman: Startide Rising de David Brin
- 1985/1984 Roman: Neuromancer de William Gibson
- 1986/1985 Roman: Ender's Game by Orson Scott Card
- 1987/1986 Roman: Speaker for the Dead de Orson Scott Card
- 1993/1992 Roman: Doomsday Book de Connie Willis
- 1998 Roman: Forever Peace de Joe Haldeman
- 2002 Roman: American Gods de Neil Gaiman
- 2004 Roman: Paladin of Souls de Lois McMaster Bujold
- 2008/2007 Roman: The Yiddish Policemen's Union de Michael Chabon
- 2010/2009 Roman: The Windup Girl de Paolo Bacigalupi
- 2011/2010 Roman: Blackout/All Clear de Connie Willis
- 2012/2011 Roman: Among Others de Jo Walton
- 2014/2013 Roman: Ancillary Justice de Ann Leckie
- 2018/2017 Roman: The Stone Sky de N. K. Jemisin

## Nuvelă
- 1971/1970 Nuvelă: Ill Met in Lankhmar de Fritz Leiber
- 1976/1975 Nuvelă: Home Is the Hangman de Roger Zelazny
- 1977/1976 Nuvelă: Houston, Houston, Do You Read? de James Tiptree, Jr.
- 1978/1977 Nuvelă: Stardance de Spider și Jeanne Robinson
- 1979/1978 Nuvelă: The Persistence of Vision de John Varley
- 1980/1979 Nuvelă: Enemy Mine de Barry B. Longyear
- 1982/1981 Nuvelă: The Saturn Game de Poul Anderson
- 1985/1984 Nuvelă: PRESS ENTER de John Varley
- 1989/1988 Nuvelă: The Last of the Winnebagos de Connie Willis
- 1990/1989 Nuvelă: The Mountains of Mourning de Lois McMaster Bujold
- 1991/1990 Nuvelă: The Hemingway Hoax de Joe Haldeman
- 1992/1991 Nuvelă: Beggars in Spain de Nancy Kress
- 1995/1994 Nuvelă: Seven Views of Olduvai Gorge de Mike Resnick
- 2001 Nuvelă: The Ultimate Earth de Jack Williamson
- 2003 Nuvelă: Coraline de Neil Gaiman
- 2012 Nuvelă: The Man Who Bridged the Mist de Kij Johnson
- 2016 Nuvelă: Binti de Nnedi Okorafor
- 2017 Nuvelă: Every Heart a Doorway de Seanan McGuire
- 2018 Nuvelă: All Systems Red de Martha Wells

## Povestire
- 1968/1967 Povestire: Gonna Roll the Bones de Fritz Leiber
- 1973/1972 Povestire: Goat Song de Poul Anderson
- 1977/1976 Povestire: The Bicentennial Man de Isaac Asimov
- 1980/1979 Povestire: Sandkings de George R. R. Martin
- 1983/1982 Povestire: Fire Watch de Connie Willis
- 1984/1983 Povestire: Blood Music de Greg Bear
- 1985/1984 Povestire: Bloodchild de Octavia E. Butler
- 1989/1988 Povestire: Schrödinger's Kitten de George Alec Effinger
- 1994/1993 Povestire: Georgia On My Mind de Charles Sheffield
- 1996/1995 Povestire: The Martian Child de David Gerrold
- 2002 Povestire: Hell is the Absence of God de Ted Chiang
- 2005 Povestire: The Faery Handbag de Kelly Link
- 2006 Povestire: Two Hearts de Peter S. Beagle
- 2008 Povestire: The Merchant and the Alchemist's Gate de Ted Chiang

## Scurtă povestire
- 1966/1965 Scurtă ficțiune/Scurtă povestire: "Repent, Harlequin!" Said the Ticktockman de Harlan Ellison
- 1976/1975 Scurtă povestire: Catch that Zeppelin! de Fritz Leiber
- 1978/1977 Scurtă povestire: Jeffty Is Five de Harlan Ellison
- 1981/1980 Scurtă povestire: Grotto of the Dancing Deer de Clifford D. Simak
- 1987/1986 Scurtă povestire: Tangents de Greg Bear
- 1991/1990 Scurtă povestire: Bears Discover Fire de Terry Bisson
- 1993/1992 Scurtă povestire: Even the Queen de Connie Willis
- 2012 Scurtă povestire: The Paper Menagerie de Ken Liu
- 2017 Scurtă povestire: Seasons of Glass and Iron de Amal El-Mohtar
- 2018 Scurtă povestire: Welcome to your Authentic Indian Experience™ de Rebecca Roanhorse

## Prezentare dramatică, scenarii
- 1974 Scenariu : Sleeper de Woody Allen
- 1975 Scenariu : Young Frankenstein, scris de Mel Brooks și Gene Wilder, regizat de Brooks
- 2000 Scenariu : Galaxy Quest de David Howard și Robert Gordon
- 2001 Scenariu : Crouching Tiger, Hidden Dragon de James Schamus, Kuo Jung Tsai și Hui-Ling Wang
- 2002 Scenariu : The Lord of the Rings: The Fellowship of the Ring, scris și regizat de Peter Jackson
- 2003 Scenariu : The Lord of the Rings: The Two Towers, scris și regizat de Peter Jackson
- 2004 Scenariu : The Lord of the Rings: The Return of the King, scris și regizat de Peter Jackson
- 2006/2005 Scenariu : Serenity, scris și regizat de Joss Whedon
- 2007 Scenariu : Pan's Labyrinth, scris și regizat de Guillermo del Toro
- 2009/2008 Scenariu : WALL-E, scris de Andrew Stanton și Jim Reardon, regizat de Stanton, povestire de Stanton și Pete Docter
- 2011/2010 Scenariu : Inception, scris și regizat de Christopher Nolan
- 2014/2013 Scenariu : Gravity,  scris de Alfonso Cuarón și Jonás Cuarón, regizat de Alfonso Cuarón
- 2015/2014 Scenariu : Guardians of the Galaxy,  scris de James Gunn și Nicole Perlman, regizat de James Gunn
- 2017/2016 Scenariu : Arrival,  scris de Eric Heisserer, regizat de Denis Villeneuve, povestire de Ted Chiang

## Categorii multiple
- 1967/1966 Povestire/Nuvelă: The Last Castle de Jack Vance
- 1972/1971 Povestire/Nuvelă: The Queen of Air and Darkness de Poul Anderson
- 1970/1969 Povestire/Scurtă povestire: Time Considered as a Helix of Semi-Precious Stones de Samuel R. Delany
- 1971/1970 Nuvelă/Scurtă povestire: Slow Sculpture de Theodore Sturgeon

## Notă
În 1960, Daniel Keyes a câștigat premiul Hugo pentru povestirea scurtă Flowers for Algernon (Flori pentru Algernon); apoi a rescris-o transformând-o într-un roman cu care a câștigat premiul Nebula în 1966 pentru cel mai bun roman.